# Hirebasur, Hangal
Hirebasur là một làng thuộc tehsil Hangal, huyện Haveri, bang Karnataka, Ấn Độ.